# Гол охлюв
Гол охлюв, също плужек или лигавец, е общоприето наименование за всяко сухоземно коремоного мекотело, което няма черупка. То често се използва и за всяко коремоного мекотело без черупка, със силно редуцирана черупка или само с малка вътрешна черупка, особено при морските охлюви.
Таксономичните семейства сухоземни плужеци принадлежат към няколко доста различни еволюционни линии, които включват и охлюви с черупка. Отделните семейства голи охлюви нямат близко родство помежду си, въпреки външната прилика по форма на тялото. Липсата на черупка е възниквала независимо многократно по време на еволюционното минало, затова категорията „гол охлюв“ е полифилетична.

## Описание
Външната анатомия на плужека включва пипала, мантия, опашка, кил, крак и рудиментарна черупка.
Пипала
Подобно на други сухоземни белодробни охлюви, повечето земни голи охлюви имат две двойки „пипала“ на главата си. Горната двойка е за наблюдение и има очни петна в краищата, докато долната двойка осигурява обонянието. И двете двойки пипала могат да се прибират.
Мантия
Разположена е отгоре зад главата. Под нея се намират гениталният отвор и анусът. От едната страна (почти винаги отдясно) на мантията се намира респираторният отвор (пневмостом), който се вижда лесно, докато е отворен, но е труден за откриване, когато се затвори.
Опашка
Частта от плужека зад мантията се нарича „опашка“.
Кил
Някои видове, като Tandonia budapestensis, притежават „гребен“, разположен по средата на опашката (понякога по цялото ѝ протежение, понякога само в задната част), наречен „кил“.
Крак
Долната гладка част на голия охлюв се нарича „крак“. Подобно на почти всички коремоноги, голият охлюв се придвижва чрез мускулна контракция на долната част на крака. Едновременно с придвижването от нея се отделя слой слуз, която предотвратява увреждане на тъканите, разположени в тази област.
Рудиментарна черупка
При повечето голи охлюви е запазен остатък от черупка, обикновено вътре в тялото. Този орган служи като склад за калциеви соли, често заедно с храносмилателните жлези. Вътрешна черупка присъства при представителите от семейства Limacidae и Parmacellidae, а при Philomycidae, Onchidiidae и Veronicellidae липсва такава въобще.

## Таксономия
- Orthurethra
  - Надсемейство Achatinelloidea Gulick, 1873
  - Надсемейство Cochlicopoidea Pilsbry, 1900
  - Надсемейство Partuloidea Pilsbry, 1900
  - Надсемейство Pupilloidea Turton, 1831
- Sigmurethra
  - Надсемейство Acavoidea Pilsbry, 1895
  - Надсемейство Achatinoidea Swainson, 1840
  - Надсемейство Aillyoidea Baker, 1960
  - Надсемейство Arionoidea J.E. Gray in Turnton, 1840
  - Надсемейство Athoracophoroidea
    - Семейство Athoracophoridae

  - Надсемейство Orthalicoidea
    - Семейство Bulimulinae

  - Надсемейство Camaenoidea Pilsbry, 1895
  - Надсемейство Clausilioidea Mörch, 1864
  - Надсемейство Dyakioidea Gude & Woodward, 1921
  - Надсемейство Gastrodontoidea Tryon, 1866
  - Надсемейство Helicoidea Rafinesque, 1815
  - Надсемейство Helixarionoidea Bourguignat, 1877
  - Надсемейство Limacoidea Rafinesque, 1815
  - Надсемейство Oleacinoidea H. & A. Adams, 1855
  - Надсемейство Orthalicoidea Albers-Martens, 1860
  - Надсемейство Plectopylidoidea Moellendorf, 1900
  - Надсемейство Polygyroidea Pilsbry, 1894
  - Надсемейство Punctoidea Morse, 1864
  - Надсемейство Rhytidoidea Pilsbry, 1893
    - Семейство Rhytididae

  - Надсемейство Sagdidoidera Pilsbry, 1895
  - Надсемейство Staffordioidea Thiele, 1931
  - Надсемейство Streptaxoidea J.E. Gray, 1806
  - Надсемейство Strophocheiloidea Thiele, 1926
  - Надсемейство Parmacelloidea
  - Надсемейство Zonitoidea Mörch, 1864